# 수단 아카이브스
수단 아카이브스(Sudan Archives)는 미국의 바이올린 연주자, 가수이다.

## 음반 목록

### EP
- Sudan Archives (2017)
- Sink (2018)